# 유혹 (1987년 드라마)
《유혹》은 1987년 10월 12일부터 1987년 11월 3일까지 방영된 MBC 월화 미니시리즈이다. 김수현의 소설을 원작으로 하였으며, 옛날 사랑했던 남녀가 중년이 되어 다시 만나면서 느끼는 심리적 갈등을 그린 멜로드라마이다.
한편, 1996년 KBS 2TV에서 아침드라마 《유혹》으로 리메이크하였다.

## 등장 인물
- 김자옥 : 이신애 역
- 이정길 : 민경환 역
- 박근형 : 장씨 역
- 고두심 : 혜선 역
- 남성우
- 김소원
- 권미혜
- 윤순홍
- 차주옥

## 편성 변경
- 1987년 10월 26일 : 5~6회 연속 방송
- 1987년 10월 27일 : 국민투표 개표 실황중계 방송으로 결방